# Tiso megalops
Tiso megalops là một loài nhện trong họ Linyphiidae.
Loài này thuộc chi Tiso. Tiso megalops được Lodovico di Caporiacco miêu tả năm 1935.